# شركة مينستريم ميديا
شركة مينستريم ميديا هي منظمة وسائط رقمية للأخبار تأسست في عام 1996 وتعمل كبوابة أخبار متعددة محددة إلى المناطق والبلدان والمدن الكبرى في العالم.

## الإدارة
تأسست الشركة بمثابة بوابة لتوزيع الأخبار في عام 1996 في المنامة عاصمة البحرين عن طريق جون ألبيرت مكفوي الأسترالي الجنسية. مينستريم ميديا وضعت تدريجيا شبكتها باستخدام أحدث التقنيات المتطورة والابتكارات وبرمجيات وسائل الاعلام الاجتماعي التفاعلي.
مينستريم ميديا كان لها السبق في تطوير المواقع الإخبارية على أساس عالمي. وبدأ الأخبار العامة مع الامتداد news.net في عام 1999 والتقاط أسماء في كل موقع متاح. وفقا للموقع فإن أكثر عشرة مواقع شعبية هي لاس فيغاس نيوز دوت نت وبريطانيا نيوز دوت نت واليابان نيوز دوت نت وآسيا نيوز دوت نت والمحيط الهادئ نيوز دوت نت وباكستان نيوز دوت نت والبرازيل نيوز دوت نت وإسرائيل نيوز دوت نت والنيبال نيوز دوت نت وأستراليا نيوز دوت نت وإندونيسيا نيوز دوت نت.
تتضمن الشبكة أقدم موقع إخباري فلبيني على شبكة الإنترنت الفلبين نيوز دوت نت. الفلبين نيوز دوت نت أحد موقعين أوصت به وزارة الشؤون الخارجية الكندية على موقعها على شبكة الإنترنت لتقديم معلومات عن الكنديين الذين يزورون الفلبين.
جزء من المحتوى الإخباري يعرض على موقع شبكة بيغ نيوز في حين يتم الحصول على المحتوى على أساس العقد مع وكالات الأنباء الأخرى والصحفيين الخاصين في المنزل. الشركة لديها هدف معلن لتوسيع المحتوى الفريد الخاص بها.

## التاريخ
تأسست مينستريم ميديا في البحرين في 17 نوفمبر 1996.

### التطوير
بما أن جنسية مؤسس الشركة كان أستراليا فقد كان أول موقع للأخبار أستراليا تليها نيوزيلندا وبحلول نهاية عام 1999 فقد تم إنشاء مواقع لجميع البلدان في آسيا بما في ذلك الصين وسنغافورة وهونغ كونغ وتايلاند واندونيسيا وباكستان. كما تضمنت القائمة مواقع مدن مثل بكين وشنغهاي وسيئول وبانكوك ومومباي وتايبيه. مع سخونة الأحداث في الشرق الأوسط تم إنشاء مواقع أخبار لإسرائيل وفلسطيني والشرق الأوسط ثم توسعت الشبكة لتشمل الولايات المتحدة ومدنها مثل نيويورك وميامي وشيكاغو ولوس انجليس وهيوستن. تم إنشاء أكثر من 60 موقع للشركة في الولايات المتحدة. ثم أنشأت أوروبا جنبا إلى جنب مع سلسلة من المواقع ذات الصلة بالبلدان والمدن الأوروبية.

### 11 سبتمبر 2001
اجتذب موقع أفغانستان الإخباري مئات الآلاف من الزوار في أعقاب الهجمات الإرهابية في 11 سبتمبر في الولايات المتحدة إلى حد كبير بسبب فهم البعض أن أسامة بن لادن قد شن الهجمات من قاعدته في أفغانستان. تلقى موقع أفغانستان الإخباري الآلاف من رسائل البريد الإلكتروني الغاضبة والمسيئة في حين قام الهاكر بقرصنة الموقع مما أدى إلى توقف كامل شبكة مينستريم ميديا بالكامل. مكتبة الكونغرس في الولايات المتحدة تضمنت موقع أفغانستان الإخباري حول أحداث 11 سبتمبر كتصوير تعبيرات الأفراد والجماعات ووسائل الإعلام والمؤسسات في أعقاب هجمات 11 سبتمبر.

### اختطاف خوادم اسم النطاق
في أغسطس 2006 توقفت مئتي بوابة أخبار لمينستريم ميديا لعدة أيام عندما سرق اسم المجال الذي تم استضافت الخوادم التي يقع مقرها في تورونتو وبيعها على موقع إيباي مقابل 20 ألف دولار أمريكي. مينستريم ميديا رفع دعوى ضد عدة أطراف في كاليفورنيا سجلت اسم المجال www.fm.net. قبل فترة وجيزة تم الانتهاء من قضية المشتري بنقل اسم المجال إلى Afriregister SA حيث سجل اسم نطاق غير معروف في بوروندي بأفريقيا التي أخذت القضية من محكمة مقاطعة الولايات المتحدة للمنطقة الشمالية من ولاية كاليفورنيا.
حققت شرطة نيو ساوث ويلز بأستراليا في قضية سرقة اسم النطاق واعتقلت موظفا سابق يعمل في مكتب الشركة بسيدني الذي كان قد اخترق نظام الكمبيوتر ونقل المجال لشخص وهمي في يوليو 2006. وبعد شهر باع الرجل المجال على موقع إيباي مقابل 20 ألف دولار أمريكي. أدين وحكم عليه بالسجن لخدمة المجتمع وأمر بدفع تعويض قدره 25800 دولار أمريكي. لم يتم دفع المال أبدا. تستخدم اليوم الشركة خوادم تابعة لها لاستضافة المواقع الإخبارية.

## التفاعل مع وسائل الاعلام الاجتماعية
ترتبط المواقع الرئيسية لمينستريم ميديا بشبكات وسائل الإعلام الاجتماعية الكبرى التي تعكس طريقة التغيير في نشر الأخبار والتوزيع الذي يجري اليوم حيث لا يتم استهلاك الأخبار ولكن يجري تقاسمها وأضاف أن أكبر نمو في حركة مرور لمواقع الأخبار تأتي من وسائل الاعلام الاجتماعية.

## الانتماءات
كانت شركة مينستريم ميديا السباقة إلى أوسع مجموعة تسمى الشبكة الإخبارية الكبرى حوالي 2000 وأدى هذا الأمر إلى إنشاء شبكة من الصحف على الإنترنت بالتعاون مع شبكة راديو الغرب الأوسط بدءا من عام 2002. في عام 1999 امتلكت مينستريم ميديا من خلال شركتها القابضة 5٪ من شركة عامة راديو الغرب الأوسط المحدود.